# Grainau
Grainau – miejscowość i gmina w Niemczech, w kraju związkowym Bawaria, w rejencji Górna Bawaria, w regionie Oberland, w powiecie Garmisch-Partenkirchen. Leży w górach w Wettersteingebirge, około 5 km na zachód od Garmisch-Partenkirchen, nad Loisach, przy drodze B23 i linii kolejowej Kempten (Allgäu) - Reutte (Austria) - Garmisch-Partenkirchen, u podnóża Zugspitze.

## Demografia
| Rok  | Liczba mieszk. |
| ---- | -------------- |
| 1970 | 3 032          |
| 1987 | 3 383          |
| 2000 | 3 763          |
| 2005 | 3 672          |

### Struktura wiekowa
Dane o ludności z 31 grudnia 2008:
| Opis                                | Ogółem | Ogółem | Kobiety | Kobiety | Mężczyźni | Mężczyźni |
| ----------------------------------- | ------ | ------ | ------- | ------- | --------- | --------- |
| Jednostka                           | osób   | %      | osób    | %       | osób      | %         |
| Populacja                           | 3617   | 100    | 1888    | 52,2    | 1729      | 47,8      |
| Wiek przedprodukcyjny (0–17 lat)    | 542    | 14,98  | 272     | 7,52    | 270       | 7,46      |
| Wiek produkcyjny (18–65 lat)        | 2244   | 62,04  | 1145    | 31,66   | 1099      | 30,38     |
| Wiek poprodukcyjny (powyżej 65 lat) | 831    | 22,97  | 471     | 13,02   | 360       | 9,95      |

## Polityka
Wójtem gminy jest Andreas Hildebrandt z CSU, rada gminy składa się z 16 osób.
|      | CSU | PWG | Razem |
| 2008 | 10  | 6   | 16    |
| 2002 | 10  | 6   | 16    |

## Oświata
W gminie znajduje się przedszkole (75 miejsc) oraz szkoła podstawowa (7 nauczycieli, 118 uczniów).